# Takuma Arano
Pour les articles homonymes, voir Takuma.
Takuma Arano (荒野 拓馬, Arano Takuma) est un footballeur japonais né le 20 avril 1993 à Sapporo. Il évolue au poste de milieu de terrain.

## Biographie
Avec la sélection japonaise, il participe aux Jeux asiatiques en 2014. Le Japon s'incline en quart de finale face à la Corée du Sud.
Il inscrit 11 buts en deuxième division japonaise entre 2013 et 2016.

## Palmarès

### En club
| Consadole Sapporo - Championnat du Japon de deuxième division - Champion en 2016 |